# قطعنامه ۱۶۶ شورای امنیت
قطعنامه ۱۶۶ شورای امنیت سازمان ملل متحد که در تاریخ ۲۵ اکتبر ۱۹۶۱ تصویب شد، سندی بین‌المللی دربارهٔ پذیرش اعضای جدید سازمان ملل متحد: مغولستان است. این قطعنامه طی نشست ۹۷۱ام با ۹ موافق، ۰ مخالف و ۱ ممتنع تصویب شد.